# 820-й гвардійський мотострілецький полк (СРСР)
820-й гвардійський мотострілецький Речицький Червонопрапорний орденів Суворова та Богдана Хмельницького полк (820 гв. МСП) — військове формування Сухопутних військ Радянської армії, яке розташовувалося в Мукачевому. Входив до складу 128-ї гвардійської мотострілецької дивізії.
Після розпаду СРСР увійшов до складу Збройних сил України як 820-й механізований полк.

## Історія
10 червня 1945 року 16-та гвардійська танкова бригада, яка на той час входила до складу 1-го танкового корпусу, була переформована на полк, отримавши назву 16-й гвардійський танковий полк.
У 1947 році полк був включений до складу 207-ї мотострілецької дивізії з розформованої 1-ї гвардійської Донської танкової дивізії.
В 1988 році танковий полк був переформований на 591-й гвардійський мотострілецький полк (в/ч пп 86862).
Швидше за все 820-й був сформований на базі цього полку, коли його вивели до ПрикВО зі Східної Німеччини (ГРВН). При цьому включенні до 128-ї гвардійської мотострілецької дивізії, вочевидь (як і у випадку з зенітним ракетним полком дивізії), було розформовано 487-й мотострілецький полк, який згідно з довідниками Ленського-Цибіна та Феськіва-Калашнікова на момент розпаду СРСР входив до складу 128-ї гвардійської мотострілецької дивізії і був розташований у м. Мукачеві. 591-й гвардійський мотострілецький полк під час дислокації у НДР входив до складу 207-ї мотострілецької Померанської Червонопрапорної ордену Суворова дивізії 2-ї гвардійської Червонопрапорної танкової армії й дислокувався у м. Штате.
Після розпаду СРСР увійшов до складу Збройних сил України як 820-й механізований полк.

## Командування
- (???—1989) гв. підполковник Кольковець;
- (1989—1992) полковник Пономарьов;